# Delahaye (automerk)

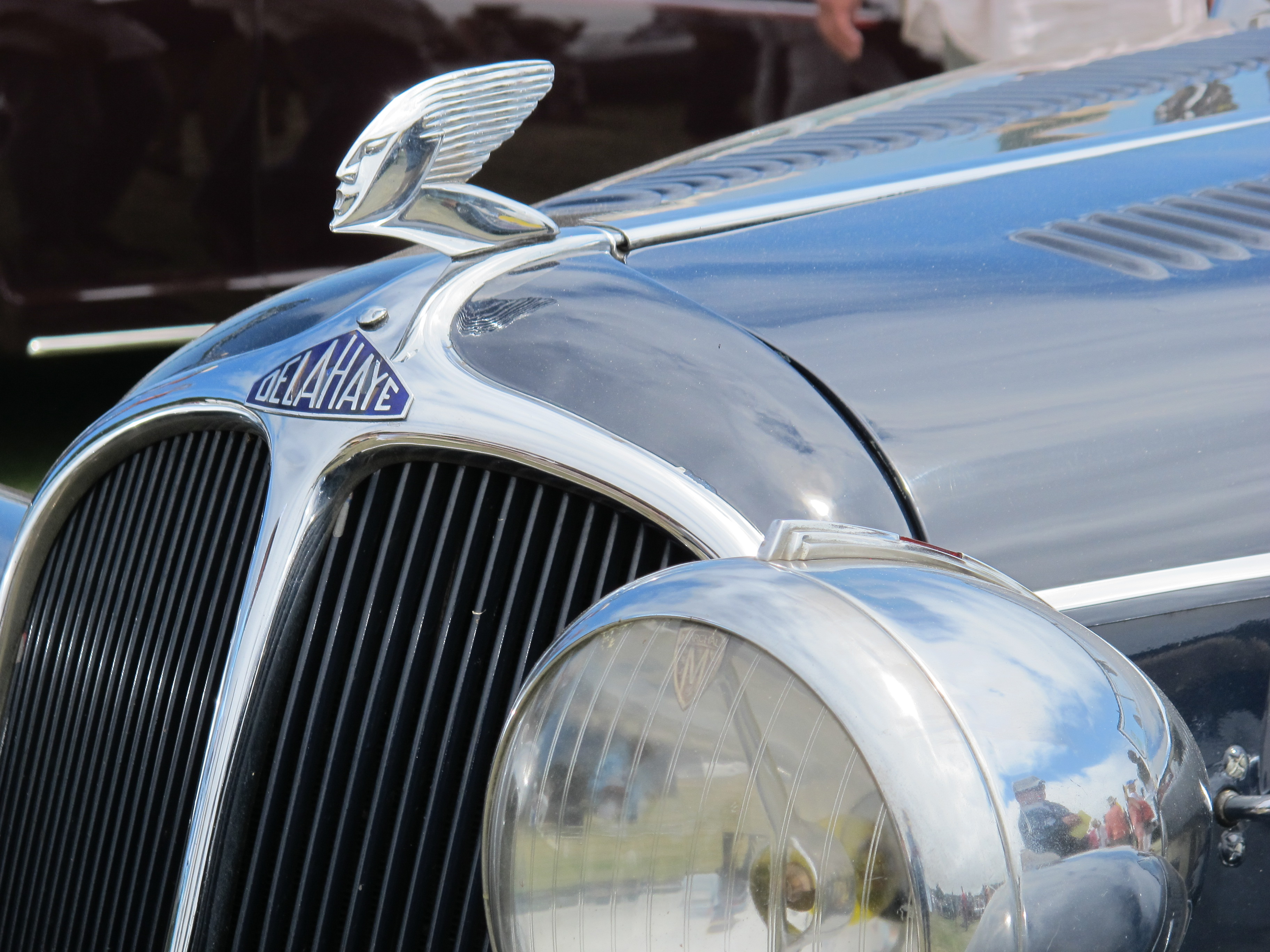

Delahaye was een Frans automerk uit Tours. Het maakte vooral sportieve en dure personenwagens. Het bedrijf werd in 1894 opgericht en in 1954 overgenomen door Hotchkiss.

## Geschiedenis
Het merk Delahaye werd als autofabriek in 1894 opgericht door Emile Delahaye. Na diens dood in 1901 werd een fabriek in Parijs in gebruik genomen. Daar werden zowel personenauto's als vrachtwagens en bussen geproduceerd. In 1908 begon de fabriek met de productie van eigen motoren en werden ook producten door anderen in licentie gebouwd.
Delahaye was meestal snel met het toepassen van nieuwe technieken, zoals waterkoeling en cardanaandrijving.
In de jaren 30 was de fabriek succesvol in autoraces en werden ook vele records gevestigd. In 1935 werd het eveneens Franse sportieve merk Delage overgenomen. Dat merk verkeerde door de crisisperiode in financiële problemen. Na de fusie waren Delages feitelijk Delahayes, met een Delage-embleem en grille.
Tot aan het begin van de Tweede Wereldoorlog fabriceerde de fabriek chassis die door verschillende carrosseriebouwers van een carrosserie werden voorzien. Bekende ontwerpen werden gebouwd door Figoni et Falaschi, Chapron, Letourneur et Marchand en Hermann Graber. Ook Nederlandse carrosseriebouwers, zoals Pennock ontwierpen modellen.
Na de Tweede Wereldoorlog startte de fabriek opnieuw met de productie van auto's. Vooroorlogse modellen werden weer op de markt gebracht, zoals de 134 en de 135 M. Deze waren voorzien van vier- en zescilinder kopklepbenzinemotoren. Ze hadden een apart chassis en onafhankelijke wielophanging hetgeen vanuit een technisch oogpunt modern was te noemen. Net als voor de oorlog werden ook alleen chassis verkocht die door carrosseriebouwers werden afgemaakt. In 1947 werd de productie van de kleinere 134 gestaakt en hiervoor kwam de nieuwe 175 in de plaats. De zescilinder motor met een cilinderinhoud van 4455 cc had een vermogen van 140 pk en in 1950 kwam er een zwaardere motor van 160 pk in. Twee afgeleide modellen waren de 178 en 180, deze hadden hetzelfde maar een langer chassis dan de 175. In 1951 kwam het laatste Delahaye model op de markt, de 235. De verkopen bleven laag en er werden minder dan 100 voertuigen op jaarbasis verkocht. Verder werden vrachtauto's en jeep-achtige voertuigen gebouwd. Van de jeep Delahaye VLR werden ruim 9000 exemplaren gemaakt voor het Franse leger.
In 1954 werd het bedrijf overgenomen door Hotchkiss, dat de productie vervolgens in 1956 heeft stilgelegd.

## Galerij

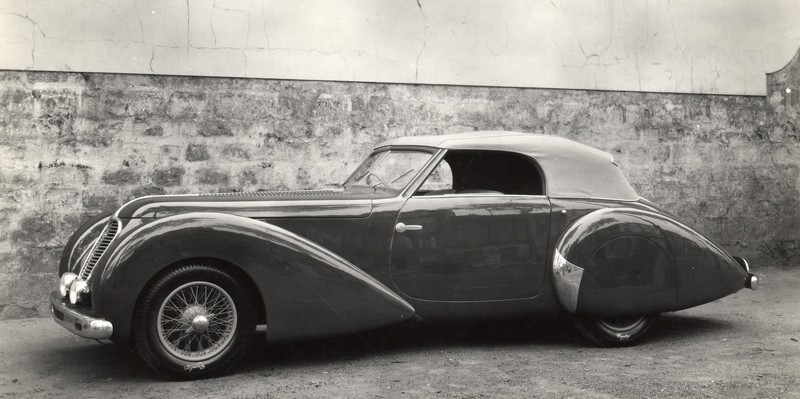
Delahaye 135 MS Pourtout cabriolet
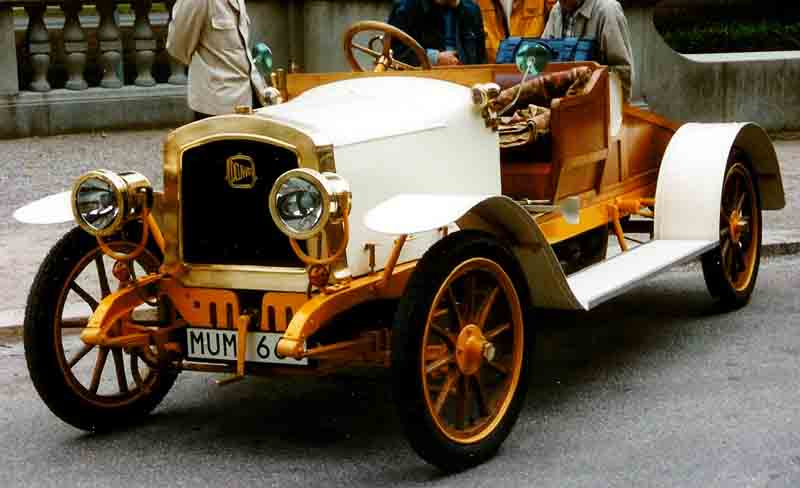
Delahaye Type 32 2-zitter 1910
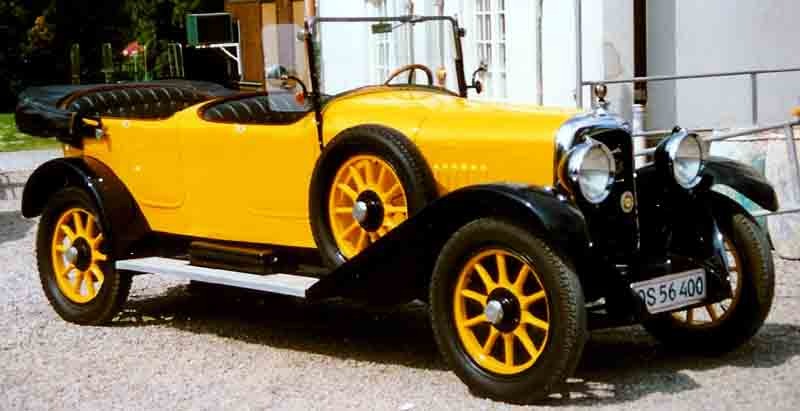
Delahaye Tourer 1925
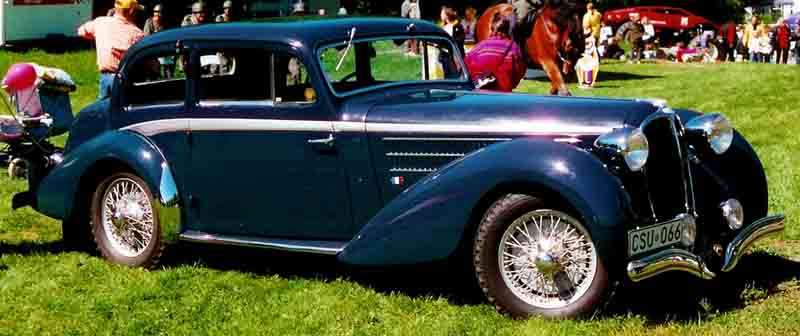
Delahaye 135 M Coupé 1939
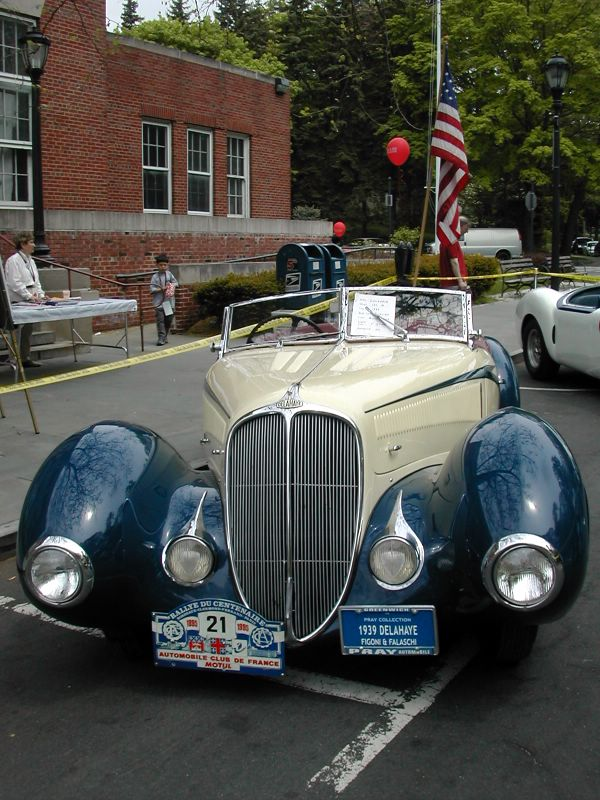
Delahaye Roadster uit 1939 op het Scarsdale Concours
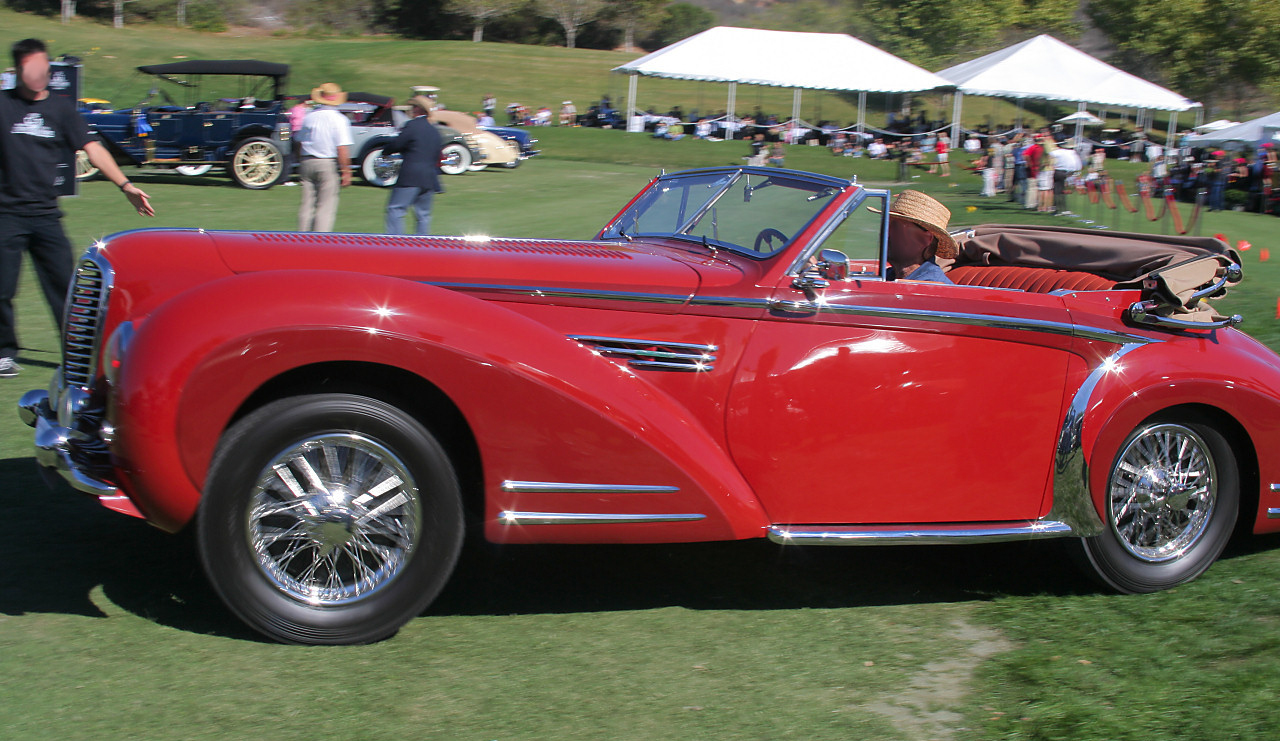
Delahaye 175 uit 1947